# Tetsu Katayama
Tetsu Katayama, född 28 juli 1887 i Wakayama prefektur, död 30 maj 1978 i Fujisawa, var en japansk advokat och politiker.
Tetsu Katayama var socialdemokratisk deputerad tre gånger under mellankrigstiden, protesterade mot Japans erövringspolitik i Kina och förbjöds 1938 att utöva politisk verksamhet. Tetsu Katayama blev i november 1945 generalsekreterare och i februari 1947 ordförande i Socialdemokratiska partiet (Shakai Minshu-tō), invaldes 1946 i parlamentet och var ministerpresident från den 24 maj 1947 till den 10 mars 1948.